# 中华人民共和国教育部
中华人民共和国教育部，简称教育部，是中华人民共和国国务院主管教育事业和语言文字工作的组成部门。
中华人民共和国教育部现有19个内设司、局，中国联合国教科文组织全国委员会秘书处也设在其中。另外，教育部还直接管理6个教育类社会团体和组织。

## 沿革
1949年10月，中华人民共和国成立后，成立政务院文化教育委员会、中央人民政府教育部；1952年11月增设中央人民政府高等教育部、中央人民政府体育运动委员会、中央人民政府扫除文盲工作委员会。1954年，重新组建教育部，将扫除文盲工作委员会的职责并入教育部；1958年2月，高等教育部并入教育部。1964年7月，恢复高等教育部。1966年7月，高等教育部再次并入教育部。
1970年6月，中共中央决定撤销教育部，成立国务院科教组。1975年1月，第四届全国人民代表大会决定恢复教育部。1985年6月18日全国人大六届十一次常委会决定撤销教育部，设立中华人民共和国国家教育委员会（简称国家教委）。1998年，九届全国人大一次会议通过的《关于国务院机构改革的决定》，国家教育委员会更名为教育部。
2020年8月31日，根据国家发展和改革委员会《关于全面推开行业协会商会与行政机关脱钩改革的实施意见》（发改体改〔2019〕1063号）、《关于做好全面推开全国性行业协会商会与行政机关脱钩改革工作的通知》（联组办〔2019〕2号），原由教育部主管的中国社会工作教育协会、中国教育技术协会、中国民办教育协会等14家行业协会（商会）与教育部分离，依法直接登记、独立运行，剥离行政职能，不再设置业务主管单位。取消对其的直接财政拨款，通过政府购买服务等方式支持其发展。
2021年2月10日，经中央机构编制委员会办公室批准，教育部科学技术司更名为教育部科学技术与信息化司。
2021年6月15日，根据《中央编办关于调整教育部职责机构编制的通知》，教育部成立校外教育培训监管司。
2022年2月，根据中央机构编制委员会办公室批复，教育部决定教育部教育发展研究中心并入中国教育科学研究院。教育部基础教育课程教材发展中心并入课程教材研究所。教育部外资贷款事务中心并入全国学生资助管理中心。教育部高等学校社会科学发展研究中心和教育部科技发展中心整合，组建教育部高等学校科学研究发展中心。中央电化教育馆和教育部教育装备研究与发展中心整合，组建教育部教育技术与资源发展中心，保留中央电化教育馆牌子。新建成立教育部宣传教育中心。全国高等学校学生信息咨询与就业指导中心更名为教育部学生服务与素质发展中心。教育部考试中心更名为教育部教育考试院，保留原加挂的教育部教师资格考试中心、国际教育测量交流与合作中心牌子。教育部高等教育教学评估中心更名为教育部教育质量评估中心。教育部职业技术教育中心研究所更名为教育部职业教育发展中心。
2022年3月29日，教育部將教育部新职业网和24365智慧就业平台合併為「国家24365大学生就业服务平台」。

## 职责
根据《教育部职能配置、内设机构和人员编制规定》，教育部承担下列职责：
1. 研究拟定教育工作的方针、政策；起草有关教育的法律、法规草案。
2. 研究提出教育改革与发展战略和全国教育事业发展规划；拟定教育体制改革的政策以及教育发展的重点、结构、速度，指导并协调实施工作。
3. 统筹管理本部门教育经费；参与拟定筹措教育经费、教育拨款、教育基建投资的方针、政策；监测全国教育经费的筹措和使用情况；按有关规定管理国外对中国的教育援助、教育贷款。
4. 研究提出中等和初等教育各类学校的设置标准、教学基本要求、教学基本文件；组织审定中等和初等学校的统编教材；指导中等及中等以下各类教育的教育教学改革；组织对普及九年义务教育、扫除青壮年文盲工作的督导与评估。
5. 统筹管理普通高等教育、研究生教育以及高等职业教育、成人高等教育、社会力量举办的高等教育、成人高等教育自学考试和继续教育等工作。研究提出高等学校设置标准，审核高等学校的设置、更名、撤销与调整；制定学科专业目录、教学基本文件，指导高等学校教育教学改革和高等教育评估工作；负责“211工程”的实施和协调工作。
6. 统筹和指导少数民族教育工作，协调对少数民族地区的教育援助。
7. 规划并指导高等学校的党建工作和各级各类学校的思想政治工作、品德教育工作、体育卫生与艺术教育工作及国防教育工作。
8. 主管全国的教师工作，制定各级各类教师资格标准并指导实施；研究提出各级各类学校的编制标准；统筹规划学校教师和管理人员的队伍建设工作。
9. 统筹管理各类高等学历教育的招生考试工作；制定各类高等学校招生计划；负责各类高等学历教育的学籍管理工作；归口管理高校毕业生就业制度改革，拟定高校毕业生就业政策，组织实施高校毕业生就业分配工作。
10. 规划并指导高等学校的自然科学和哲学、社会科学研究；宏观指导高等学校的高新技术应用研究与推广、科研成果转化和“产学研”结合等工作；协调并指导高等学校承担国家重大科研项目、国防科技攻关项目的实施工作；指导高等学校国家重点实验室、工程研究中心的发展建设。
11. 统筹管理并协调、指导教育系统的外事工作，拟定出国留学和来华留学管理工作的方针、政策；规划并协调、指导对外汉语教学工作；指导中国驻外教育机构的工作。负责协调同香港特别行政区及澳门、台湾地区的教育交流。
12. 负责教育基本信息的统计、分析和发布。
13. 拟定国家语言文字工作的方针、政策；编制语言文字工作中长期规划；制定汉语和少数民族语言文字的规范和标准并组织协调监督检查；指导推广普通话和普通话测试工作。
14. 统筹规划学位工作，起草有关学位工作的法规；负责实施国家的学位制度；负责国际间学位对待、学位互认等工作；承办国务院学位委员会的有关具体工作。
15. 负责协调“中国联合国教科文组织全国委员会”各委员单位及其他部门、机构与联合国教科文组织开展教育、科技、文化等方面的合作与交流；负责与联合国教科文组织总部、亚太地区办事处、驻京办事处的联系与交流；负责与中国驻联合国教科文组织常设代表团的联络并指导其工作。
16. 承办国家科技教育领导小组交办事项。
17. 承办国务院交办的其他事项。

## 机构设置
根据《教育部职能配置、内设机构和人员编制规定》，教育部设置下列机构：

### 内设机构
- 办公厅
- 政策法规司
- 发展规划司
- 综合改革司
- 人事司
- 财务司
- 教材局（国家教材委员会办公室）
- 基础教育司
- 校外教育培训监管司
- 职业教育与成人教育司
- 高等教育司
- 教育督导局（国务院教育督导委员会办公室）
- 民族教育司
- 教师工作司
- 体育卫生与艺术教育司
- 思想政治工作司
- 社会科学司
- 科学技术与信息化司
- 高校学生司（高校毕业生就业服务司）
- 学位管理与研究生教育司（国务院学位委员会办公室）
- 语言文字应用管理司
- 语言文字信息管理司
- 国际合作与交流司（港澳台办公室）
- 巡视工作办公室
- 机关党委
- 离退休干部局
- 中国联合国教科文组织全国委员会秘书处

中央教育工作领导小组秘书组设在教育部，接受中央教育工作领导小组直接领导。

### 教育部管理的国家局
对外保留国家局牌子
- 国家语言文字工作委员会（副部级）

### 派出机构
- 各驻外大使馆（总领事馆）教育处（组）

### 直属事业单位
- 教育部机关服务中心
- 国家教育行政学院
- 中国教育科学研究院（全国教育科学规划领导小组办公室）[註 1]
- 教育部高等学校科学发展研究中心
- 教育部职业教育发展中心
- 教育部中外语言交流合作中心
- 语言文字应用研究所（国家语委普通话与文字应用测试中心）
- 国家开放大学（国家老年大学）
- 教育部教育技术与资源发展中心（中央电化教育馆、教育部基础教育资源中心）
- 中国教育电视台
- 教育部教育管理信息中心
- 课程教材研究所
- 国家留学基金管理委员会秘书处
- 教育部经费监管事务中心
- 教育部民族教育发展中心
- 中国教育报刊社
- 教育部教育考试院（教育部教师资格考试中心、国际教育测量交流与合作中心）
- 教育部留学服务中心（中国留学服务中心）
- 全国学生资助管理中心
- 教育部学生服务与素质发展中心
- 教育部学位与研究生教育发展中心
- 教育部教育质量评估中心
- 教育部中外人文交流中心
- 教育部宣传教育中心

直属高等学校
教育部直属高等学校共75所。其中党委书记和校长列入中央管理的高校26所，名单如下：
- 北京大学[註 2]
- 中国人民大学[註 2]
- 清华大学[註 2]
- 北京师范大学[註 2]
- 中国农业大学[註 2]
- 南开大学[註 2]
- 天津大学[註 2]
- 大连理工大学[註 2]
- 吉林大学[註 2]
- 复旦大学[註 2]
- 同济大学[註 2]
- 上海交通大学[註 2]
- 南京大学[註 2]
- 东南大学[註 2]
- 浙江大学[註 2]
- 厦门大学[註 2]
- 山东大学[註 2]
- 武汉大学[註 2]
- 华中科技大学[註 2]
- 中南大学[註 2]
- 中山大学[註 2]
- 重庆大学[註 2]
- 四川大学[註 2]
- 西安交通大学[註 2]
- 西北农林科技大学[註 2]
- 兰州大学[註 2]
- 东北大学
- 华东师范大学
- 中国海洋大学
- 湖南大学
- 华南理工大学
- 电子科技大学
- 北京科技大学
- 北京化工大学
- 北京语言大学
- 北京外国语大学
- 北京交通大学
- 北京邮电大学
- 中国石油大学（北京）
- 中国传媒大学
- 北京林业大学
- 中国政法大学
- 中央财经大学
- 中央音乐学院
- 中央戏剧学院
- 中央美术学院
- 北京中医药大学
- 对外经济贸易大学
- 华北电力大学
- 中国矿业大学（北京）
- 中国地质大学（北京）
- 东北师范大学
- 东北林业大学
- 华东理工大学
- 东华大学
- 上海外国语大学
- 上海财经大学
- 河海大学
- 南京农业大学
- 中国药科大学
- 江南大学
- 中国矿业大学
- 合肥工业大学
- 中国石油大学（华东）
- 武汉理工大学
- 中国地质大学（武汉）
- 华中师范大学
- 华中农业大学
- 中南财经政法大学
- 西南大学
- 西南财经大学
- 西南交通大学
- 陕西师范大学
- 西安电子科技大学
- 长安大学

### 直属企业单位
- 中国教育出版传媒集团有限公司
  - 人民教育出版社有限公司
  - 高等教育出版社有限公司
  - 语文出版社有限公司
    - 语言文字报刊社
    - 语文音像出版社
- 教育科学出版社有限公司

### 主管社会团体
- 中国教育国际交流协会
- 教育部学生体育协会
- 中国教育学会
- 中国高等教育学会
- 中国教师发展基金会
- 中国教育发展基金会

## 历任领导
| 中央人民政府教育部部长 - 马叙伦（1949年10月19日－1952年11月15日，全国政协副主席兼，兼民进中央主席、民盟中央副主席，副国级） - 张奚若（1952年11月15日－1954年9月28日，兼对外文化联络委员会主任） 中华人民共和国教育部部长 - 张奚若（1954年9月28日－1958年2月11日，兼对外文化联络委员会主任） - 杨秀峰（1958年2月11日－1964年7月22日） - 何 偉（1964年7月22日－1970年6月） - 周荣鑫（1975年1月17日－1976年4月13日） - 劉西堯（1977年1月－1979年2月23日） - 蒋南翔（1979年2月23日－1982年5月4日） - 何东昌（1982年5月4日－1985年6月18日） 中华人民共和国国家教育委员会主任 - 李鹏（1985年6月18日－1988年4月12日，国务院副总理兼，副国级；1985年9月24日起为中央政治局委员、中央书记处书记、国务院副总理兼，副国级；1987年起为中共中央政治局常委、国务院副总理、代总理兼，正国级） - 李铁映（1988年4月12日－1993年3月29日，中共中央政治局委员、国务委员兼，副国级） - 朱開軒（1993年3月29日－1998年3月18日） 中华人民共和国教育部部长 - 陈至立（1998年3月18日－2003年3月17日） - 周济 院士（2003年3月17日－2009年10月31日） - 袁贵仁（2009年10月31日－2016年7月2日） - 陈宝生（2016年7月2日－2021年8月20日） - 怀进鹏 院士（2021年8月20日－） | 中华人民共和国教育部副部长 …… - 沈晓明（2016年9月－2017年3月，兼教育部党组副书记） - 孙尧（2017年－2024年3月） - 翁铁慧（2019年－2024年8月） - 钟登华（2019年－2022年12月） - 田学军（2019年－2023年1月，兼中国联合国教科文组织全国委员会主任） - 郑富芝（2019年－2022年12月，兼教育部总督学） - 宋德民（2021年2月－2022年8月） - 王嘉毅（2022年12月－，兼教育部总督学） - 陈杰（2023年1月－2024年11月，兼国家语言文字工作委员会主任） - 吴岩（2023年1月－） - 王光彦（2023年8月－，兼任教育部直属机关党委书记） - 何光彩（2024年6月－2025年2月） - 熊四皓（2024年10月－） - 杜江峰（2025年2月－） - 徐青森（2025年4月－，兼任教育部人事司司长，兼任教育部社会科学司司长至2025年5月） |